# Isola dei Topi
L'isola dei Topi è un'isola minore dell'arcipelago toscano.
È situata nel Canale di Piombino circa trecento metri a nord di Capo Castello, nei pressi di Cavo; amministrativamente fa parte del comune elbano di Rio.
(Igino Cocchi, Descrizione geologica dell'isola d'Elba, 1871)

## Nome
Il toponimo Isola de' Topi è attestato in cartografie del XVII secolo. In documenti precedenti (XV secolo) risulta Bescaiuola, Berescara e successivamente Brascuola (XVI secolo).

## Caratteristiche

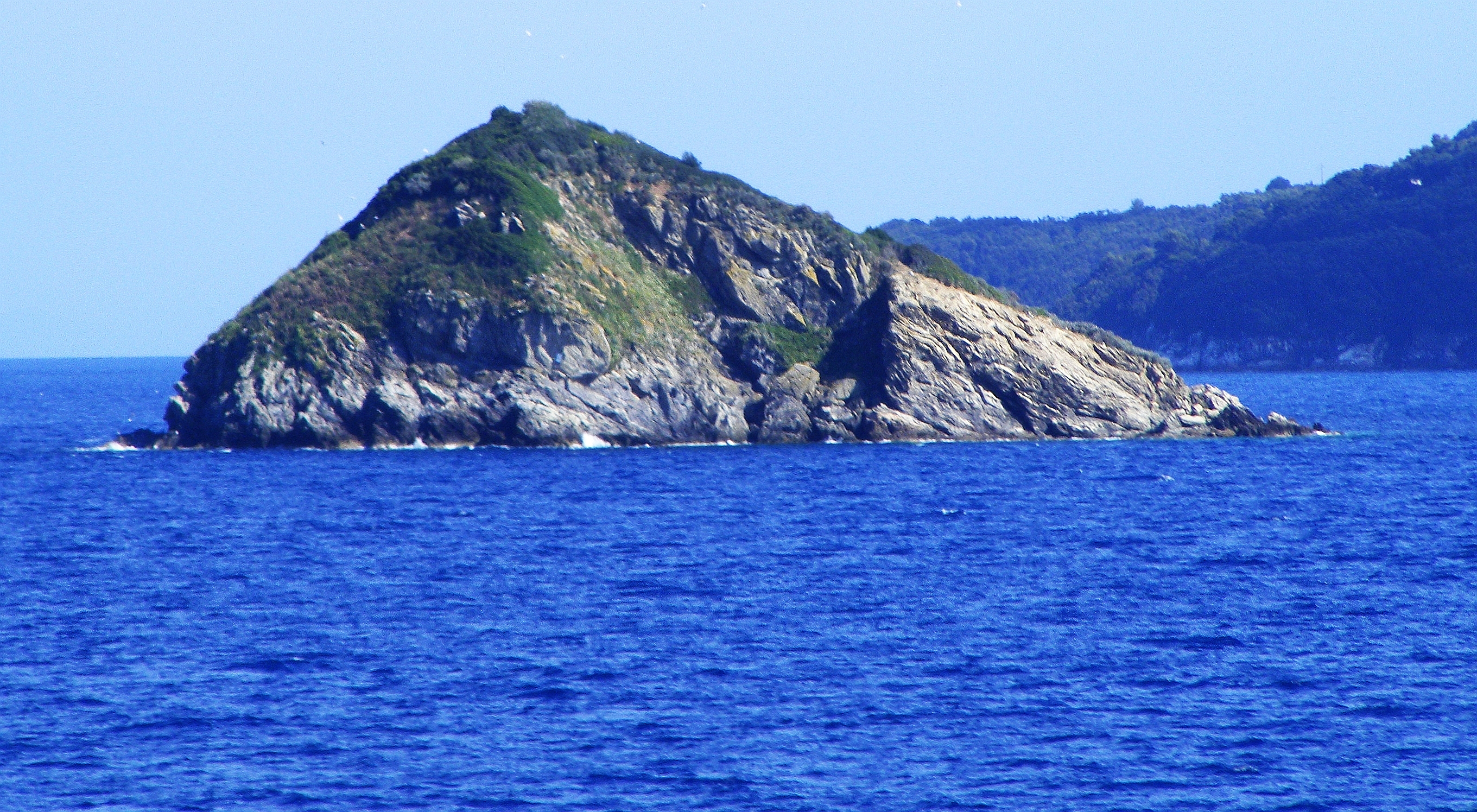
L'isola vista da nord

La morfologia è aspra, a forma approssimativamente triangolare e la sua sommità è ricoperta da bassa macchia mediterranea.
Sull'isolotto vegeta la Calicotome villosa (Poir.) Link var. inermis Sommier (Ginestra spinosa), endemica dell'arcipelago toscano, segnalata solo sull'isola dei Topi e sull'isola della Peraiola (Capraia). Sino al 1871 vi era segnalata la presenza della foca monaca. L'isola fa parte del Parco nazionale dell'Arcipelago Toscano.

## Accesso
È facilmente raggiungibile in barca dal porto di Cavo o dalla vicina spiaggia di Frugoso.
Un'ordinanza della Capitaneria di Porto vieta il transito alle imbarcazioni nel tratto di mare fra la costa di Capo Castello e l'isola.
L'isola è di proprietà privata, tuttavia non è esercitato alcun divieto di sbarco.